# Ireneusz Choroszucha
Ireneusz Adam Choroszucha (ur. 2 marca 1943 w Płoskiem) – polski dziennikarz i działacz polityczny związany z Białymstokiem, senator II kadencji (1991–1993).

## Życiorys
Ukończył studia na Wydziale Prawa i Administracji Uniwersytetu Warszawskiego, następnie pracował głównie jako dziennikarz, m.in. w „Gazecie Współczesnej” i „Kontrastach”. W 1980 był przewodniczącym Komisji Zakładowej NSZZ „Solidarność” w Białostockim Wydawnictwie Prasowym. W 1988 organizował białostocki oddział Klubu Myśli Politycznej „Dziekania”, następnie zaś Komitet Obywatelski Ziemi Białostockiej. Był członkiem założycielem Porozumienia Centrum. W 1990 wszedł w skład rady miejskiej Białegostoku I kadencji.
Z ramienia POC uzyskał mandat senatora w województwie białostockim w wyborach w 1991. W trakcie kadencji przeszedł do Ruchu dla Rzeczypospolitej. Zasiadał w Komisjach Gospodarki Narodowej, Kultury i Środków Przekazu oraz Nauki i Edukacji Narodowej.
W wyborach w 1993 bez powodzenia ubiegał się o reelekcję z ramienia Koalicji dla Rzeczypospolitej, zajmując z 47 448 głosami czwarte miejsce w województwie białostockim.
W 2014 został wyróżniony Odznaką Honorową Województwa Podlaskiego.